# Michaël Braun
Pour les articles homonymes, voir Michael Braun et Braun.
Né le 26 octobre 1974 à Épinay-sur-Seine, Michaël Braun est un karatéka français connu pour avoir été titré champion d'Europe en kumite individuel masculin moins de 65 kilos aux championnats d'Europe de karaté 1994. Il a par ailleurs remporté de nombreuses médailles d'or en kumite par équipe masculin.

## Résultats
| Résultat | Date          | Épreuve                   | Catégorie | Compétition                | Ville hôte                         |
| -------- | ------------- | ------------------------- | --------- | -------------------------- | ---------------------------------- |
| [ 2 ]    | 1994          | Kumite individuel - 65 kg | Seniors   | Championnats d'Europe 1994 | Birmingham, au Royaume-Uni         |
| [ 3 ]    | Décembre 1994 | Kumite individuel - 65 kg | Seniors   | Championnats du monde 1994 | Kota Kinabalu, en Malaisie         |
| [ 1 ]    | Décembre 1994 | Kumite par équipe         | Seniors   | Championnats du monde 1994 | Kota Kinabalu, en Malaisie         |
| [ 1 ]    | 1995          | Kumite par équipe         | Seniors   | Championnats d'Europe 1995 | Helsinki, en Finlande              |
| [ 1 ]    | 1996          | Kumite par équipe         | Seniors   | Championnats d'Europe 1996 | Paris, en France                   |
| [ 1 ]    | 1996          | Kumite par équipe         | Seniors   | Championnats du monde 1996 | Sun City, en Afrique du Sud        |
| [ 4 ]    | 1997          | Kumite individuel - 75 kg | Seniors   | Championnats d'Europe 1997 | Santa Cruz de Tenerife, en Espagne |
| [ 1 ]    | 1997          | Kumite par équipe         | Seniors   | Championnats d'Europe 1997 | Santa Cruz de Tenerife, en Espagne |
| [ 4 ]    | Mai 1998      | Kumite individuel - 75 kg | Seniors   | Championnats d'Europe 1998 | Belgrade, en Serbie-et-Monténégro  |
| [ 1 ]    | Octobre 1998  | Kumite par équipe         | Seniors   | Championnats du monde 1998 | Rio de Janeiro, au Brésil          |